# 파트리시아 삼파이우
파트리시아 페르난드스 삼파이우(포르투갈어: Patrícia Fernandes Sampaio, 1999년 6월 30일~)는 포르투갈의 유도 선수이다. 올림픽에 2회 참가하여 2024년 하계 올림픽 여자 하프헤비급 동메달을 획득했다. 또한 유러피언 게임에서 은메달 1개, 유럽 선수권 대회에서 금메달 1개, 동메달 1개를 획득했다.

## 경력
삼파이우는 1999년 포르투갈 산타렝현의 토마르에서 태어났다. 
삼파이우는 청소년 시절 70kg급 선수로 활동했으며 2014년에 포르투갈 청소년 국가대표 선수로 발탁되었다. 2015년 7월 조지아 트빌리시에서 열린 2015년 유럽 유스 올림픽 페스티벌에 출전했으며 7위로 대회를 마쳤다. 이듬해인 2016년 7월에는 핀란드 반타에서 열린 유럽 유스 선수권 대회에서 러시아의 마디나 타이마조바의 뒤를 이어 2위를 차지했고 그녀는 이 공로로 고향인 토마르 시의회에게 표창을 받았다.
2017년 삼파이우는 78kg급으로 체급을 올렸다. 같은 해 10월에 크로아티아 자그레브에서 열린 열린 2017년 세계 주니어 선수권 대회에서 동메달을 획득했다. 이후 2018년에 포르투갈 성인 국가대표로 처음 발탁되었으며 그 해 2월 포르투갈 오디벨라스에서 열린 유러피언 오픈 대회를 통해 처음으로 성인 국제 대회에 출전했다.